# エンペラーズクラブVIP
エンペラーズクラブVIP(Emperors Club VIP)は、ニューヨークに存在した国際的なエスコート・エージェンシー（建前上は同伴者斡旋会社）である。2004年にマーク・ブレナーとセシル・スワルが設立し、銀行にはQATコンサルティング・グループとQATインターナショナルの口座を開設して営業を行った。ニューヨーク州知事エリオット・スピッツァーからこの会社に不明瞭な資金移動があったためFBIの捜査が入り、2008年3月にはウェブサイトが閉鎖されて業務も停止した。捜査の過程で、この会社が違法な売春組織であるという実態が明らかになった。スピッツァーが上得意である「顧客#9」だったとする報告書が公開され、彼は知事を辞任した。

## 背景
エンペラークラブVIPは、インターネット上のウェブサイトを通じて、ダイヤモンドの数で3から7までランク付けをした50人のエスコート（同伴者）を案内していた。派遣可能なエリアは、ニューヨーク、ワシントン、マイアミ、ロンドン、パリで、料金は一時間あたり1,000ドルから5,500ドルまで、その女性のランクによって変わった。電話またはオンラインで依頼が可能で、支払いは現金、クレジットカード、為替、振込が選択できた。最高ランクの7ツ星のキャストであれば、一日同伴した場合の金額は31,000ドルにもなる。2008年の3月11日の時点で、エスコートクラブVIPのウェブサイト（emperorsclubvip.com)はすでに閉鎖していた。

## 著名な顧客
FBIの捜査の過程で、ニューヨーク州知事のエリオット・スピッツァーが二年間で80,000ドル以上をこの会社に支払い、サービスの提供を受けていたことがわかった。彼は知事選挙の公約では倫理性と高潔さを信条に掲げており、在職中には売春組織の起訴も行っていた。しかし本件の発覚によりその偽善性を批判され、弾劾の可能性も浮上したため、知事職の辞任を余儀なくされた。
イギリスでも有数の富豪である第6代ウェストミンスター公爵は、この会社を通じて、元キャストだったザナ・ブラズデク（Zana Brazdek）からサービスを受けていたと言われる。彼の代理人として対応した弁護士は、ザナデクが申告した面会日に公爵はロンドンにいなかったと主張している。
第10代シャフツベリ伯爵も顧客として名前が挙がっている。